# Trioecia (ordem)
Em botânica, segundo o sistema de Linné, trioecia  é uma ordem de plantas da classe Polygamia. 
São espécies que apresentam indivíduos com flores femininas, indivíduos com flores hermafroditas e indivíduos com flores masculinas.
Gêneros: Ficus